# Il Xerse
Il Xerse (en español, Jerjes) es una ópera de Francesco Cavalli, más concretamente, un dramma per musica. El libreto fue escrito por Nicolò Minato, y fue más tarde puesto en escena tanto por Giovanni Battista Bononcini como Georg Friedrich Händel. El esquema de la trama de Minato se basa libremente en el Libro 7 de las Historias de Heródoto. La ópera, que está formada por un prólogo y tres actos, fue representada por vez primera en Venecia el 12 de enero de 1654, en el Teatro SS. Giovanni e Paolo.

## Historia
Tras su estreno en Venecia, la ópera fue muy popular en Italia, no menos debido a la pieza de Cavalli de "Ombra mai fù" (más tarde fue musicada más famosamente por Händel): 9 diferentes reposiciones se dieron por toda Italia mientras Cavalli vivió. En 1656 se representó en Génova, en 1657, en Bolonia y Nápoles, en 1658 en Palermo. Se conservan dos manuscritos italianos, en la Biblioteca Marciana de Venecia (colección Contarini), y en la Biblioteca del Vaticano, de la reposición de la obra en Bolonia en el año 1657, con tres actos y sin prólogo.
En 1660 Cavalli fue convencido para viajar a Francia para producir una nueva ópera para la boda de Luis XIV en París. Desafortunadamente para el compositor, pronto se vio implicado en una intriga cortesana que le aseguró que la ópera proyectada, Ercole amante, no estuviese preparada a tiempo y tuvo que ser reemplazada por una reposición de Xerse en el último minuto. La ópera fue representada, con el nombre de Xerxès (o Xercès) el 22 de noviembre de 1660. Fue ejecutada sobre un escenario desmontable construido por Carlo Vigarani en la Gran galería de pinturas del Louvre. Incluyó seis piezas para ballet (LWV 12) del rival de Cavalli, Jean-Baptiste Lully, un florentino que se había convertido en el compositor oficial de la corte en Francia. Todo el espectáculo duró 8 o 9 horas, desde las tres de la tarde a las once de la noche. La audiencia francesa alabó la belleza del decorado, las voces de los cantantes italianos y los ballets de Lully, pero ignoraron a Cavalli; no apreciaba una ópera en lenguaje extranjero, prefiriendo la música de baile de Lully. De esta reposición interpretada en París, con cinco actos, hay un manuscrito que se conserva en la Biblioteca Nacional de Francia, en la que los papeles de Xerse y Periarco están traspuestos a la voz de bajo. Mazarino hizo que lo representaran privadamente para él en Vincennes, el 11 de enero de 1661, ocho semanas antes de su muerte. También se representó en Milán y Venecia (1665) y en Cortona (1682).
En lo que se refiere a la edición del libreto por Ballard, tiene el texto íntegro de la composición de Lully, pero solo una breve sinopsis de la ópera de Cavalli. La partitura fue copiada en el taller Philidor en 1690. Una nueva copia fue efectuada por François Fossard en 1695.
Se representó en el Conservatorio de París el 14 de abril de 1832 largos extractos, en versión de concierto, por miembros del conservatorio dirigidos por François Habeneck. En el Mai de Bordeaux se representó el 22 de mayo de 1985, en versión de concierto, con dirección de René Jacobs. Esta ópera rara vez se representa en la actualidad; en las estadísticas de Operabase aparece con sólo 1 representación para el período 2005-2010, en el Teatro de los Campos Elíseos el 29 de septiembre de 2009, nuevamente en versión de concierto, con dirección de Jérôme Corréas siendo Xerse Kristina Hammarstroem y Arsamene Guillemette Laurens.

## Argumento
La ópera se ambienta en Abidos, ciudad sobre el Helesponto, por la parte de Asia Menor, alrededor del año 480 a. C., que Jerjes usa como plaza de armas para la guerra que ha emprendido contra los atenienses.
Prólogo
La escena representa un bosque en el monte Parnaso. Aparecen las musas, Apolo y el caballo Pegaso.

### Acto I
Xerse, rey de Persia, desea pasar a Grecia para luchar contra Atenas. Ha escogido la ciudad de Abidos como plaza de armas. Abidos pertenece a Ariodate, general de sus ejércitos. La ópera comienza con Xerse en las afueras de la ciudad, en un ameno paraje con vistas a un bosquecillo. Xerse encuentra un plátano de sombra que le gusta tanto que le canta «Ombra mai fu» y adorna con oro.
Ariodate tiene dos hijas, una se llama Romilda y la otra Adelanta. Arsamene, el hermano de Xerse, está enamorado de Romilda y ella de él. Pero Xerse, que la oye cantar burlándose de la loca pasión del rey de los persas por un árbol, se enamora de ella. Arsamene finge no conocerla. Cuando Xerse se acerca a cortejar a Romilda, Arsamene se esconde. Ella rechaza el amor del rey. Este descubre a Arsamene y su paje Elviro y Xerse, en un ataque de celos, los destierra de su corte. A pesar de que Eumene y Adelanta le instan a amar al rey, Romilda permanece firme en su amor por Arsamene.
Patio.
Amastre, hija de Ottane, rey de Susa, con la que Xerse había prometido casarse, entra en escena vestida de hombre. Se ha escapado de la fortaleza de su padre. Con ella está Aristone, su viejo preceptor. Se harán pasar por peregrinos. Al oír las trompetas de Ariodate y sus soldados volviendo de la batalla, se esconden.
Llegan los ejércitos victoriosos. Xerse saluda a Ariodate, y está tan complacido por la victoria que le dice que «Romilda vostra figlia / avrà sposo reale / de la stirpe di Xerse, a Xerse eguale», esto es, «Romilda tu hija / tendrá un esposo real / de la estirpe de Xerse, igual a Xerse». Aristone le pide a Amastre que se vayan, pero ella insiste en quedarse un poco más. Amastre oye la conversación entre Xerse y Eumene que le revela que Xerse en realidad ama a otra, a Romilda. Cuando Xerse y Eumene descubren a Amastre y Aristone, éstos se hacen pasar por forasteros en busca de novedades. 
A solas, Aristone intenta convencer a Amastre de que se vuelvan a Arax. Pero ella está decidida a quedarse cerca de Xerse, aunque sea sola. Pasa por allí Clito, el paje de Romilda, quien intenta descubrir quién es Amastre, pero este elude sus preguntas. 
Ariodate, Romilda y Adelanta se preguntan por quién sea el esposo al que se refieren las palabras de Xerse. Su hermana intenta convencerla de que se case con «su Xerse», pues al fin y al cabo Arsamene se ha marchado, y perderá al rey por un perdido amante. Romilda dice que su amor no tendrá fin.
Se cierra el primer acto en el Patio de Abidos, donde Clito danza y los pajes de la corte juegan.

### Acto II
Elviro, disfrazado de vendedor de flores, se encuentra con Amastre, y le revela que el rey ama a Romilda, pero que esta ama en realidad a Arsamene. Más tarde, entra Adelanta y Elviro, imprudentemente, revela su identidad y que lleva una carta de Arsamene para Romilda. Adelanta se ofrece a dárselo ella.  
Elviro se va y entran Xerse y Eumene. Xerse lee la carta, que según Adelanta Arsamene se la ha mandado a ella, ya que su amor por Romilda es sólo fingido. Cuando Adelanta sale y llega Romilda, Xerse se la muestra para demostrar que Arsamene no es digno de su amor. Pero ella dice que, a pesar de todo, sigue amando a Arsamene.
Sobre el Helesponto con el puente de navíos enlazados.
Eumene canta a la humanidad infeliz, que llora nada más nacer y que, si no tiene otras cosas que le atormenten, es el amor quien lo tiraniza. Aristone evita que Amastre se suicide y ella decide ir a ver a Xerse, para decirle que es un traidor. Por su parte, Elviro le ha dicho a Arsamene que, según Adelanta, Romilda ama verdaderamente al rey. 
Xerse va a ver el puente tendido sobre el Helesponto, preparado para pasar a Europa. Descubre a Arsamene, que ha decidido ahogarse; Xerse accede a casarlo con la persona a la que ama, creyendo que es Adelanta. Arsamene lo desengaña, aclarándole que la persona a la que ama es Romilda. Más tarde, Xerse le dice a Adelanta que Arsamene no la ama y que ella no debe amar al ingrato. A lo que Adelanta contesta que no sabe cómo no amarlo, que no amarlo es tan imposible como no morir. 
En la escena 11, Elviro se lamenta de haber traicionado a su señor, pero no sabe si confesarlo o no. Comienza a pasar el puente pero cae al agua. 
Ante la desesperación de Amastre, Xerse corteja a Romilda. Romilda se niega a ser su reina. El rey ordena el encarcelamiento de Amastre, pero Romilda lo libera después de que el rey se marche. 
Clito ha salvado a Elviro subiéndolo a su nave. Adelanta, a solas, se lamenta, preguntándose cómo puede amar tanto a quien amor no siente. 
Llega Periarco, amigo de Aristone, como embajador de Ottane. Reconoce a Aristone y Amastre, pero ellos le dicen que se confunde. Ha venido a ofrecer a Xerse las bodas con Amastre. Romilda encarga a Eumene que le pida a Xerse que no la persiga, que a un rey no le conviene molestar a las doncellas. Eumene duda, pues que quien dice la verdad pierde al amigo.
Teatro real.
Clito hace los preparativos para el desfile de las tropas al que Xerse pretende asistir en compañía de Periarco. Xerse dice que con tanto valor si luchan así contra los atenienses, vencerán. 

### Acto III
Jardín.
Romilda y Arsamene se encuentran. Cada uno afirma su lealtad inquebrantable y acusa al otro de traición. Cuando el engaño se aclara, se reconcilian. El rey Xerse renueva su oferta de amor, y Romilda lo rechaza diciendo que no tiene el consentimiento de su padre. Cuando Xerse se marcha, Arsamene que ha escuchado a escondidas, reprocha a Romilda su tibieza con el rey. 
Eumene va a entregar una diadema a Romilda, como futura reina de Persia. Cuando el embajador Periarco lo descubre, exige ver al rey. 
Xerse le dice a Ariodate que encontrará al esposo prometido en las habitaciones de Romilda pero no le dice el nombre. 
Aldea deliciosa justo a las afueras de la ciudad, con vista al bosque.
Eumene entrega a Romilda la corona. Ella admite que prefiere antes ser una amante que una reina. Xerse la corteja de nuevo. Ella objeta que Arsamene la amó, la abrazó y la besó. Xerse dice que miente pero, en cualquier caso, tendrá que ejecutar a Arsamene. Romilda entonces accede a hacer lo que diga el rey, siempre que no mate a Arsamene. 
Entra Amastre, todavía disfrazada de hombre, y Romilda le pide que avise a Arsamene que el rey ha ordenado su muerte. A cambio, Romilda entregará la carta de Amastre a Xerse, a través de Clito. 
Apartamentos reales del palacio de Ariodate
Ariodate encuentra a Arsamene en las habitaciones de Romilda y le entrega a Romilda como esposa, “como impone el rey”. Ambos aceptan, aunque se sorprenden del cambio de opinión del rey.
A orillas del mar
Aristone espera a Amastre en vano. Xerse le dice al embajador Periarco que rechaza las bodas con Amastre. Ariodate sale al encuentro de Xerse y le cuenta que ya ha cumplido su deseo. Xerse se enfurece al descubrir que Arsamene y Romilda son esposos. Decide que todos morirán: Romilda, Ariodate, Arsamene y el propio Xerse. Entonces Clito le entrega la carta de Amastre.
Galería de tapices, y apartamento. Palacio de Abidos.
Xerse desea morir, pero Eumene considera que su actitud es impropia de un héroe como él. Llega Arsamene para darle las gracias, y Xerse le da una espada para que con ella mate a Romilda, y luego se mate a sí mismo. Pero Amastre toma la espada diciendo que sólo ella debe morir. Revela su identidad y Xerse siente renacer su amor por ella. Xerse perdona la vida a Arsamene y Romilda. Finaliza la ópera con un cuarteto de Romilda, Amastre, Arsamene y Xerse: «No habrá amante más feliz que yo, ni lo hubo, ni lo habrá».

## Instrumentación
2 flautas dulces, 2 trompetas, cuerdas, bajo continuo.

## Estructura de la versión francesa
Prólogo: una Ninfa francesa y una Ninfa española. La Ninfa francesa y la Ninfa española cantan los méritos de Teresa y Luis
Entrada primera: Los vascos, mitad franceses y mitad españoles,
Acto I
Entrada segunda: Campesinos y campesinos cantando y bailando a la española,
Acto II
Entrada tercera: Scaramouche travestido en medio de dos médicos disfrazados es reconocido por sus compañeros y desvestido por ellos, con Lully en el papel de Scaramouche;
Acto III
Entrada cuarta: Un patrón de barco de esclavos con los monos vestidos de Fagotin, y los marineros tocando la trompeta marina, con Lully en el papel de patrón,
Acto IV
Entrada quinta: Los bailarines
Acto V
Última entrada: Baco acompañado por silvanos, bacantes y sátiros seguido de músicos, con Lully en el papel de Baco.

## Grabación
| Año  | Reparto | Director, Coro y orquesta                           | Discográfica                           |
| ---- | --- | --------------------------------------------------- | -------------------------------------- |
| 1985 | René Jacobs (Serse), Judith Nelson (Amastre), Jeffrey Gall (Arsamene), Isabelle Poulenard (Romilda), Jill Feldman (Curiosità, Adelanta), John Elwes (Ariodate), Guy de Mey (Architettura, Eumene), Richard Wistreich (Aristone), Dominique Visse (Elviro), Agnès Mellon (Clito) | René Jacobs, Ensemble Instrumental, Concerto Vocale | 4 cedés: Harmonia Mundi Cat: 901 175-8 |